# Poznański Park Naukowo-Technologiczny
Poznański Park Naukowo-Technologiczny (PPNT) – pierwszy w Polsce park technologiczny, utworzony w maju 1995 roku w ramach Fundacji Uniwersytetu im. A. Mickiewicza w Poznaniu. Istnieje w miejscu wyburzonego naramowickiego zbiornika gazu.

## Geneza
Inicjatorem utworzenia Parku był prof. dr hab. Bogdan Marciniec, były rektor Uniwersytetu im. A. Mickiewicza. Do 2015 roku sprawował funkcję prezesa Zarządu Fundacji UAM oraz Dyrektora Poznańskiego Parku Naukowo-Technologicznego. Obecnie stanowiska te zajmuje prof. UAM dr hab. Jacek Guliński.

## Profil
W Poznańskim Parku Naukowo-Technologicznym oferowane są usługi badawcze w dziedzinie chemii i technologii chemicznej, archeologii, akustyki i informatyki, fizyki, geologii oraz nauk ekonomicznych. PPNT wspiera również relacje sektora nauki i gospodarki, uczestniczy we wdrażaniu innowacyjnych przedsięwzięć oraz zapewnia przedsiębiorcom wynajem powierzchni, usługi okołobiznesowe i pomoc w pozyskiwaniu środków na innowacyjny rozwój.

## Misja
Misją PPNT jest pomoc w komercjalizacji wyników badań naukowych i technologicznych, a przez to stymulacja rozwoju Wielkopolski. PPNT wykorzystuje możliwości współpracy międzynarodowej. Aktywnie wspiera przedsiębiorstwa wprowadzające innowacyjne technologie i rozwiązania.

## Cele
- Aktywizowanie działań inkubacyjnych oraz tworzenie, wsparcie i promocja innowacyjnych przedsiębiorstw.
- Realizacja badań nad nowymi technologiami oraz ulepszanie istniejących.
- Transfer nowoczesnych i innowacyjnych technologii oraz przekształcania wyników badań naukowych i prac rozwojowych w innowacje technologiczne.
- Wyznaczanie strategicznych kierunków innowacyjnego rozwoju Wielkopolski.

## Usługi PPNT
- Usługi badawcze w dziedzinie chemii i technologii chemicznej, archeologii, informatyki, fizyki, geologii oraz nauk ekonomicznych.
- Dostęp do laboratoriów.
- Wsparcie relacji sektora nauki i gospodarki: finansowanie, doradztwo, szkolenia, inkubacja firm.
- Usługi promocyjne.
- Infrastruktura techniczna o wysokim standardzie.
- Usługi dodatkowe (np. sale konferencyjne, monitoring i ochrona).

## Lokatorzy
W PPNT ulokowanych jest ponad 50 instytucji (przedsiębiorstwa, jednostki badawczo-rozwojowe, fundacje i stowarzyszenia), działających w różnych branżach. Obok firm z branży informatycznej, telekomunikacyjnej czy chemicznej w PPNT funkcjonują przedsiębiorstwa szkoleniowe, doradcze oraz oferujące inne typy usług.

## Działy Poznańskiego Parku Naukowo-Technologicznego

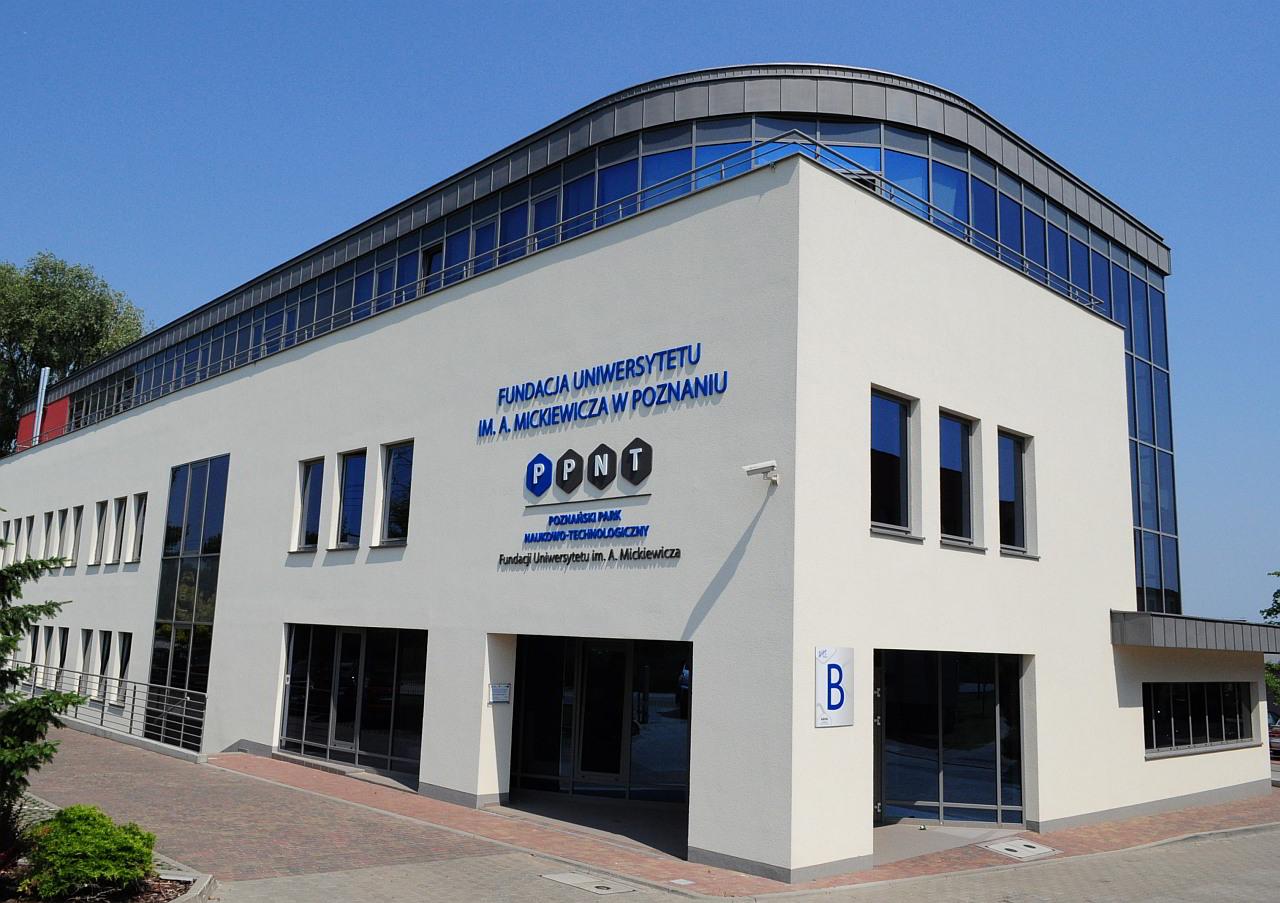
Budynek „B” PPNT – Centrum Zaawansowanych Technologii Chemicznych (CZTChem)

### Inkubator Technologiczny
Inkubator Technologiczny powstał w 2006 roku, jego celem jest wspomaganie rozwoju nowo utworzonych oraz innowacyjnych przedsiębiorstw. Inkubator Technologiczny jest miejscem, które powstało, aby wspierać funkcjonowanie nowo powstałych, innowacyjnych firm.
Oferta Inkubatora skierowana jest do:
- Założycieli nowych przedsiębiorstw, którzy poszukują wsparcia w fazie organizacyjnej.
- Przedsiębiorstw innowacyjnych, znajdujących się w fazie wzrostu, którzy poszukują pomocy doradczej.
- Przedsiębiorstw planujących wdrożenie innowacji i oczekujących dostępu do potencjału badawczego środowiska akademickiego Wielkopolski.
- Przedsiębiorstw wywodzących się ze środowiska akademickiego: zakładanych przez studentów, absolwentów i pracowników naukowych, którzy poprzez prowadzenie działalności gospodarczej komercjalizują dorobek naukowy.

### Centrum Zaawansowanych Technologii Chemicznych
Prowadzi badania podstawowe i aplikacyjne w dziedzinie chemii, współpracuje z przedsiębiorstwami z kraju i zagranicy oraz zajmuje się działalnością usługową na rzecz małych i średnich przedsiębiorstw.

### Poznańskie Laboratorium Radiowęglowe
Wykonuje pomiary 14C nowoczesną techniką akceleratorową (AMS). Metoda 14C jest standardową metodą oznaczania wieku zabytków archeologicznych i utworów geologicznych nie starszych niż ok. 50 tys. lat. Odbiorcami datowania są instytucje naukowe z dziedziny archeologii, historii sztuki, geologii, geomorfologii, paleoklimatologii, paleobotaniki itp.

### Centrum Wspierania Innowacji
CWI realizuje swoją działalność poprzez:
1. Promocję i wspieranie przedsiębiorczości akademickiej
2. Wspieranie uczestnictwa sektora B+R oraz przedsiębiorstw w Programach Ramowych UE
3. Wspieranie procesu transferu technologii ze sfery badawczo-rozwojowej do sfery małych i średnich przedsiębiorstw
4. Promocję szeroko rozumianej innowacyjności, przeprowadzanie badań, analiz i ekspertyz w tym zakresie

#### Regionalny Punkt Kontaktowy Programów Ramowych UE
Prowadzi działalność informacyjną, której celem jest przekazywanie naukowcom oraz małym i średnim przedsiębiorcom (MŚP) informacji o możliwościach oraz korzyściach udziału w Programach Ramowych.
Misją RPK jest zwiększenie uczestnictwa Polski (w szczególności uczestników z regionu Wielkopolski i ziemi lubuskiej) w 7. Programie Ramowym Badań, Rozwoju i Wdrożeń Wspólnot Europejskich.

#### Dział Transferu Technologii
Zespół świadczy zintegrowane usługi wspierające działalność gospodarczą i innowacje. Do najczęściej realizowanych usług należą:
- Indywidualne konsultacje.
- Kojarzenie partnerów do współpracy.
- Audyt technologiczny.
- Opinie o innowacyjności technologii.
- Organizacja branżowych imprez o charakterze informacyjnym i warsztatowym.

#### Zespół Badań i Analiz
Zespół świadczy usługi eksperckie w zakresie:
- Wyznaczania strategicznych kierunków innowacyjnego rozwoju regionu.
- Monitoringu i ewaluacji wdrażania strategii innowacyjnych.
- Doradztwa w zakresie tworzenia i zarządzania parkami naukowo-technologicznymi oraz inkubatorami technologicznymi.
- Opracowywania programów i realizacji szkoleń związanych z innowacjami, a w szczególności dotyczących tworzenia, wdrażania oraz ewaluacji regionalnych strategii innowacji.

### Laboratorium Technologii Mowy i Języka
Prowadzi działalność związaną głównie z pracami badawczymi z zakresu analizy, przetwarzania, rozpoznawania mowy oraz mówców, ukierunkowaną na ewentualne aplikacje w technice, medycynie oraz lingwistyce.

### Centrum Gospodarki Odpadami – Waste Park
Prowadzi prace badawcze w zakresie gospodarowania odpadów.
Centrum analiz przestrzennych i społeczno-ekonomicznych, jego misją jest transfer nowoczesnej metodologii badań do sfery praktyki gospodarczej, a zarazem czerpanie z doświadczeń podmiotów gospodarczych i administracyjnych dla doskonalenia koncepcji teoretycznych.

### Centrum Archeologiczne
Prowadzi działalność naukowo-badawczą w zakresie ochrony dziedzictwa archeologicznego, narażanego na bezpowrotne zniszczenie realizacją różnego rodzaju projektów zagospodarowania przestrzennego. Zapewnia w nim kompleksową i profesjonalną pomoc oraz współpracę w dopełnieniu zapisów wynikających z ustawy o ochronie zabytków.

### Poznańskie Laboratorium Izotopowe
Jest specjalistycznym laboratorium, które wykonuje pomiary stosunków izotopowych strontu, rubidu, ołowiu, uranu, toru, neodymu, samaru, żelaza, wapnia oraz boru w ciałach stałych i cieczach.

### Centrum Analityki i Diagnostyki Medycznej
Zajmuje się analityką i diagnostyką medyczną, korzystając z najnowszych osiągnięć naukowych w tych dziedzinach. Centrum koncentruje się na diagnostyce: serca, słuchu i wzroku.

### Zespół Inkubatorów Wysokich Technologii

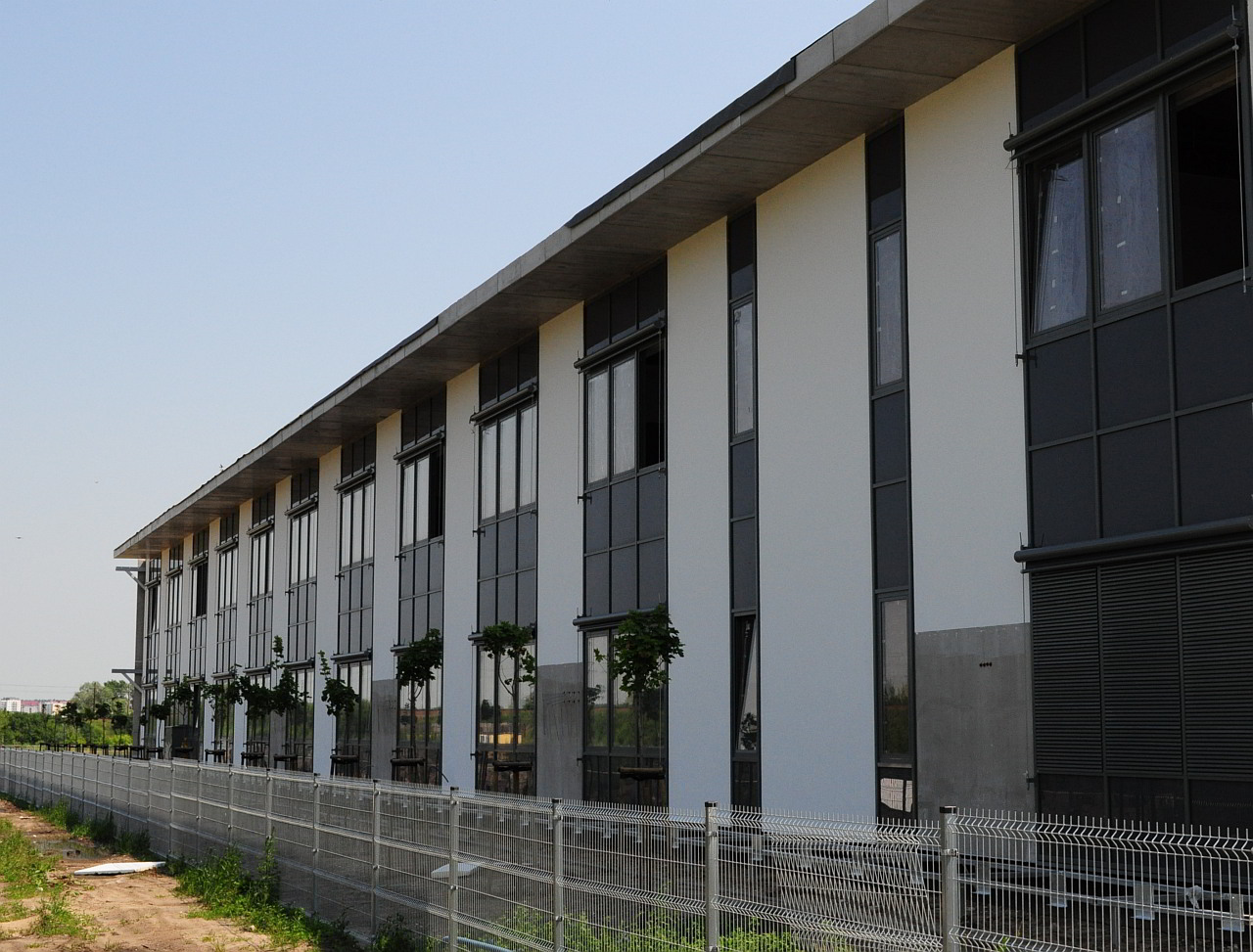
Zespół Inkubatorów Wysokich Technologii PPNT (w budowie)

Zespół Inkubatorów Wysokich Technologii to nowy obiekt w PPNT o powierzchni użytkowej 4500 m². Jest to nowoczesny kompleks laboratoryjno-biurowy składający się m.in. z laboratoriów chemicznych, biotechnologicznych, informatycznych, serwerowni, hali technologicznej o wysokości 6m i laboratorium mikrobiologicznego. Został stworzony z myślą o dostarczeniu usług badawczych, internetowych i serwerowych oraz przede wszystkim przestrzeni laboratoryjnej firmom, przedsiębiorcom i start-upom, które chcą się rozwijać i udoskonalać swoje produkty i usługi w oparciu o prowadzone tu prace badawcze i z wykorzystaniem laboratoriów i zaplecza aparaturowego Zespołu Inkubatorów.

### DataCenter
- Serwerownia to 120 m² przestrzeni, która mieści 6 rzędów po 10 szaf serwerowych o wymiarach podstawy 600 × 1200 mm i wysokości 47U. O jej bezpieczeństwie przesądza zabudowa komór serwerowych na obszarze stabilnym sejsmicznie, a także gruby ognioodporny mur, brak okien i lokalizacja powyżej terenu zalewowego. DataCenter PPNT korzysta z prądu pozyskanego z energii słonecznej wyprodukowanego w Laboratorium Fotowoltaicznym PPNT.

### Przedszkole „Parkowe Skrzaty”

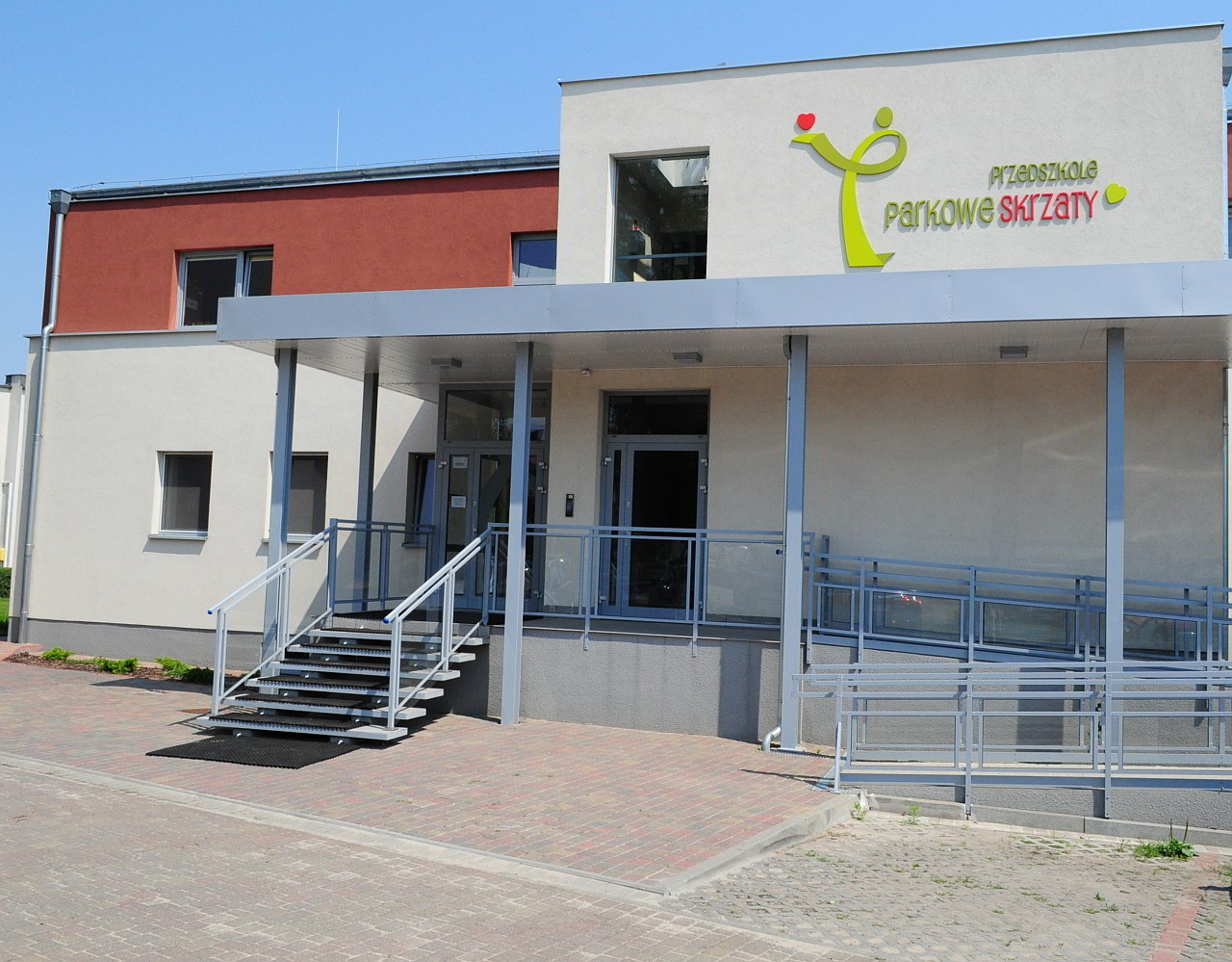
Przedszkole „Parkowe Skrzaty” Fundacji UAM na terenie PPNT

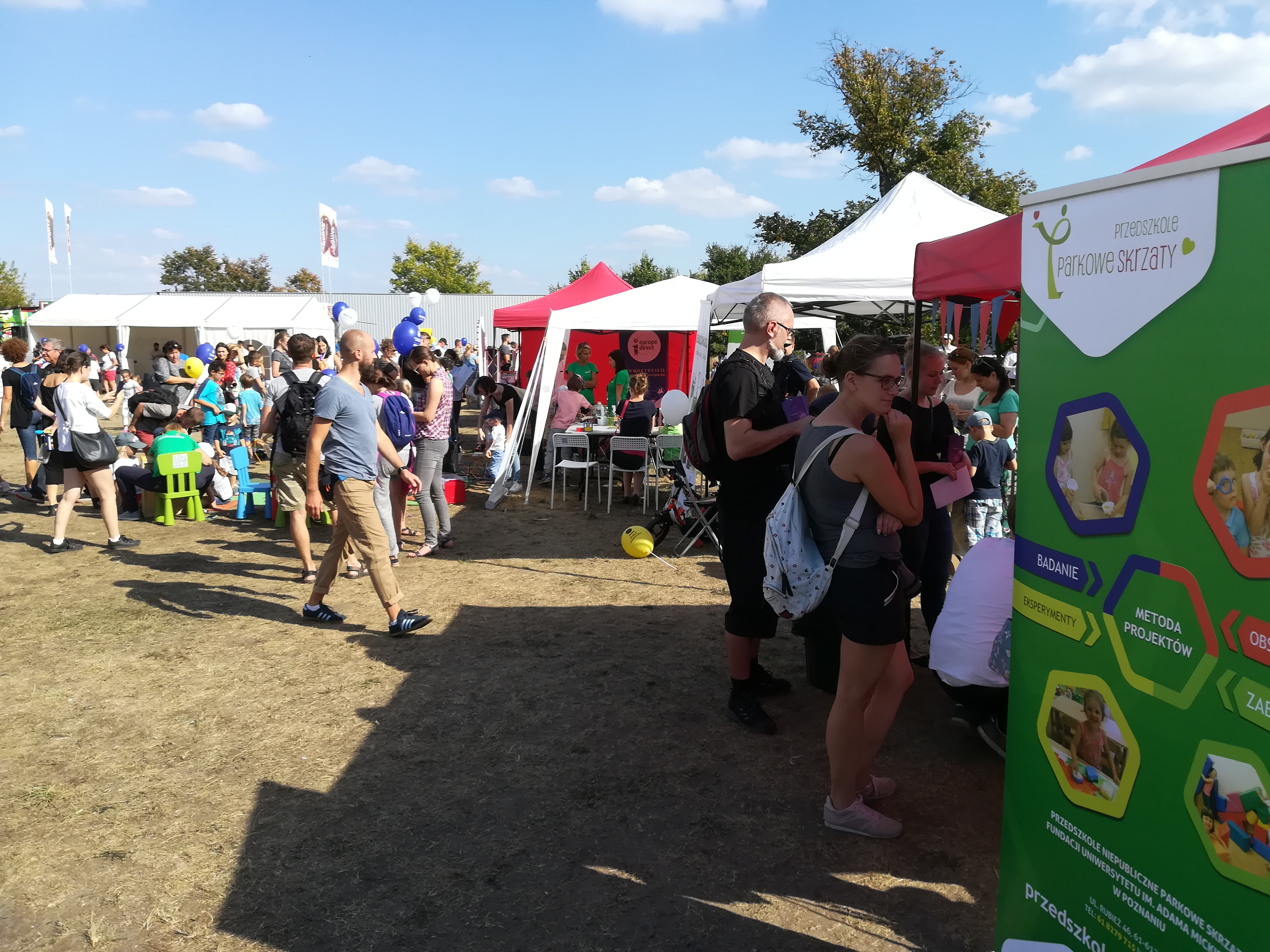
Jedna z imprez adresowanych do dzieci organizowanych na terenie Parku

Na terenie PPNT znajduje się również przedszkole „Parkowe Skrzaty” Fundacji Uniwersytetu im. Adama Mickiewicza dla dzieci pracowników Parku i Fundacji.

### Laboratorium Wyobraźni
Pierwsze w Wielkopolsce centrum nauki.
Jego oferta adresowana jest dla dzieci i młodzieży. W ramach wystawy oferowane są 2 trasy:
- czerwona, w skład której wchodzą:
  - Wystawa interaktywna składająca się z 3 części:
    - 1) odwiedzający samodzielnie poznają zjawiska z różnych dziedzin naukowych takich jak: hydrostatyka i hydrodynamika, ciśnienie, elektryczność, magnetyzm
    - 2) dwa stanowiska multimedialne: z biologii i fizyki
    - 3) „ciemnia”, która pozwala na obserwację zjawisk z dziedziny optyki

  - Eksperymentarium, w którym prowadzone są tematyczne zajęcia laboratoryjne
  - Planetarium – przestrzeń, która umożliwia poznawanie zjawisk astronomicznych
- zielona, w skład której wchodzą:
  - Interaktywna wystawa czasowa
  - Drugie eksperymentarium
  - Kącik łamigłówek[7]

Bilety są płatne, obowiązuje wcześniejsza rezerwacja przez internet.